# Dieudonné-Pascal Pieltain
Dieudonné-Pascal Pieltain, dit l'ainé, né le 4 mars 1754 à Liège et mort dans cette même ville le 10 décembre 1833 , est un compositeur et violoniste belge.

## Biographie
Pieltain reçoit sa formation musicale à la maîtrise de la collégiale Saint-Pierre de Liège. Il quitte ensuite sa ville natale pour poursuivre ses études en Italie, entre autres avec Giovanni Giornovichi. Il vit ensuite à Paris afin d'être enregistré dans l'orchestre du Concert Spirituel à Paris en 1773. Il se produit alors à la fois en tant que soliste de violon et avec ses propres compositions. À partir de 1782, Pieltain est à Londres, où il travaille pendant environ une décennie. À Londres, il joue en tant que soliste aux Vauxhall Gardens, Theatre Royal Drury Lane ou avec le Lord Abington Orchestra. Entre-temps, il apparaît à plusieurs reprises dans la capitale française, où il fait imprimer la plupart de ses œuvres par l'éditeur Jean-Georges Sieber. À Londres, il épouse la chanteuse d'opéra Marie Chanu, décédée à Londres en 1794 durant l'absence de son mari et lui laisse une fille. Après sa mort, Pieltain voyage à travers l'Europe centrale, d'abord à travers l'Allemagne, la Pologne et plus tard aussi en Russie.
Pieltain revient à Liège en 1801. Il devient professeur du violoniste Auguste Rouma (1802–1874), auquel il lègue toute sa collection de manuscrits. Cette collection de plus de 2500 documents, dont de nombreux ouvrages de Pieltain non répertoriés au RISM, a été acquise par la bibliothèque du Conservatoire royal de Bruxelles en 2015.
Son frère, le corniste Jacques-Joseph-Toussaint Pieltain (* 1757), est un élève de Giovanni Punto et Carl Stamitz.

## Œuvres (choix)
- Vers 30 concertos pour violon (dont 12 imprimés)
- Vers 160 quartuor à cordes et « quatuors concertants »
- des « Airs variés » pour deux violons
- 6 Duos concertants pour deux violons

## Description
Le travail de compositeur de Pieltain est basé sur le travail de ses contemporains. La plupart de ses œuvres sont basées sur des œuvres des frères Stamitz qui ont travaillé à Paris, et sa richesse en mélodies évoque les œuvres de Giovanni Battista Viotti et de Charles-Auguste de Bériot. Ses quatuors rappellent les modèles de Joseph Haydn et ont parfois déjà quelques traits romantiques. Avec ses compétences techniques, Pieltain est à l'apogée de son temps et il joue un rôle qui ne doit pas être sous-estimé dans la création de l'« École liégeoise du violon » qui sera plus tard mondialement connue.